# 小行星8596
小行星8596（8596 Alchata）是一颗绕太阳运转的小行星，为主小行星带小行星。该小行星于1973年9月29日发现。

## 轨道参数
小行星8596的轨道半长轴为2.2223994 UA，离心率为0.071。